# Editora Ariel
A Editora Ariel foi uma editora brasileira, localizada no Rio de Janeiro, que esteve em atividade na década de 1930.

## Histórico
A Editora Ariel era exclusivamente editora, não possuía livraria, e foi fundada por Gastão Cruls e Agripino Grieco por volta de 1930. Tinha uma linha editorial ampla, com várias traduções, tais como os romances policiais de George Simenon, livros jurídicos, entre outros. O “Atlas Celeste” de Cruls teve várias publicações e só foi suplantado nos anos 70.
A Ariel publicou a revista literária mais importante da época, o mensário “Boletim de Ariel”, sob a responsabilidade de Agripino Grieco.
O outro fundador, Gastão Cruls colaborou também com a Revista do Brasil na fase de Monteiro Lobato, com contos baseados em suas experiências médicas, contos esses que foram reunidos e publicados sob o título Coivara, em 1920.
Seu declínio começou em 1934, quando José Olympio transferiu-se de São Paulo para o Rio de Janeiro. A editora encerrou suas atividades em 1939, e seu estoque foi adquirido pela Civilização Brasileira.

## Lista parcial de obras
- Cacau, Jorge Amado, 1933
- Suor, Jorge Amado, 1934
- São Bernardo, Graciliano Ramos
- Em surdina, Lúcia Miguel Pereira
- Fronteira, Cornélio Pena
- Doidinho, José Lins do Rego